# Литвинов, Виктор Семёнович
 Виктор Семёнович Литвинов   (27 октября 1924 года, Москва — 2 августа 2007 года, Москва) — специалист в области светотехники, доктор технических наук, профессор, почётный академик РАЭН.

## Биография
Виктор Семёнович Литвинов родился 27 октября 1924 года в Москве. В 1942 году окончил московскую школу № 131, поступил на физический факультет МГУ, в октябре 1942 года был призван в армию. Служил вычислителем-разведчиком взвода управления батареи. С июня 1943 по май 1945 года воевал на фронтах Великой Отечественной войны, прошел путь от Орла до реки Эльба, имел 15 благодарностей Верховного главнокомандования.
В 1947 году, после демобилизации, поступил в Московский энергетический факультет, окончил институт в 1953 году, дипломный проект выполнял под руководством профессора В. В. Трембача, слушал курсы В. В. Мешкова, М. М. Епанешникова, А. И. Грибанова, Н. А. Карякина, С. В. Батусова.
После окончания института четыре года работал инженером на ВДНХ, затем перешёл на работу в МЭИ и с 1957 года работал ассистентом кафедры светотехники МЭИ. В 1962 году защитил кандидатскую диссертацию на тему: «Исследование и методы расчёта зеркальных ламп».
В МЭИ читал курсы: «Источники излучения», «Источники света и ПРА», «Специальные источники лучистой энергии», «Основы светотехники и специальные источники излучения».
В 1983 году защитил докторскую диссертацию.
Виктор Семёнович Литвинов имеет 22 авторских свидетельства, является автором около 250 научных трудов, включая 10 учебников и  две монографии, под его руководством в МЭИ было подготовлено и защищено 38 кандидатских диссертаций.
Виктор Семёнович Литвинов скончался 2 августа 2007 года в Москве.

## Награды и звания
- Орден Отечественной Войны 2-й степени.
- Орден Славы 3-й степени.
- Орден Красной Звезды.
- 14 медалей.

## Труды
- Тепловые источники оптического излучения. Теория и расчёт. М. Энергия. 1975.
- Учебное пособие по курсовому проектированию светильников. М. 1960.